# Montañas Cassiar
Las montañas Cassiar (en francés: Chaîne des Cassiars) son el grupo más septentrional de las montañas del Interior del Norte en la provincia canadiense de Columbia Británica y también se extienden ligeramente hacia el Territorio del Yukón más meridional. Se encuentran al norte y al oeste de las montañas Omineca, al oeste de las montañas Rocosas más septentrionales y la Fosa de las Montañas Rocosas, al norte de las montañas Hazelton y al este de las cordilleras Limítrofes. Forman una sección de la división Continental que, en esta región, separa la vertiente entre los océanos Ártico y Pacífico. Fisiográficamente, son una sección de la más extensa provincia de las Tierras Altas del Yukón-Tanana, que a su vez forman parte de la mayor división fisiográfica de las mesetas Intermontanas.
En las montañas de Cassiar occidentales se encuentran los restos de un volcán en escudo prehistórico llamado el volcán Maitland que se formó entre 5 y 4 millones de años atrás durante el período del Plioceno.
La montaña más alta de las montañas Cassiar es el pico Thudaka, con 2748 m s.n.m.

## Subcordilleras y cumbres importantes
- Meseta Dease
  - Cordillera Horseranch
- Cordilleras Kechika
  - Monte Skook Davidson
- Cordilleras Sifton 
  - Cordillera Cormier
  - Cordillera Ruby
- Cordilleras Stikine 
  - Cordillera Beady
  - Meseta Nisutlin
  - Skree Gama
  - Cordillera Tres Hermanas
  - Cordillera Thudaka 
    - Pico Thudaka

  - Cordillera Tuya 
    - Ash Mountain